# Nordlig myggmossa
Nordlig myggmossa (Cnestrum alpestre) är en bladmossart som beskrevs av Elsa Cecilia Nyholm 1953. Enligt Catalogue of Life ingår Nordlig myggmossa i släktet myggmossor och familjen Dicranaceae, men enligt Dyntaxa är tillhörigheten istället släktet myggmossor och familjen Rhabdoweisiaceae. Arten är reproducerande i Sverige. Inga underarter finns listade i Catalogue of Life.